# Carrer de Sant Anastasi
El carrer de Sant Anastasi, abans carrer del Pinzell, és una via del centre de Badalona.

## Història

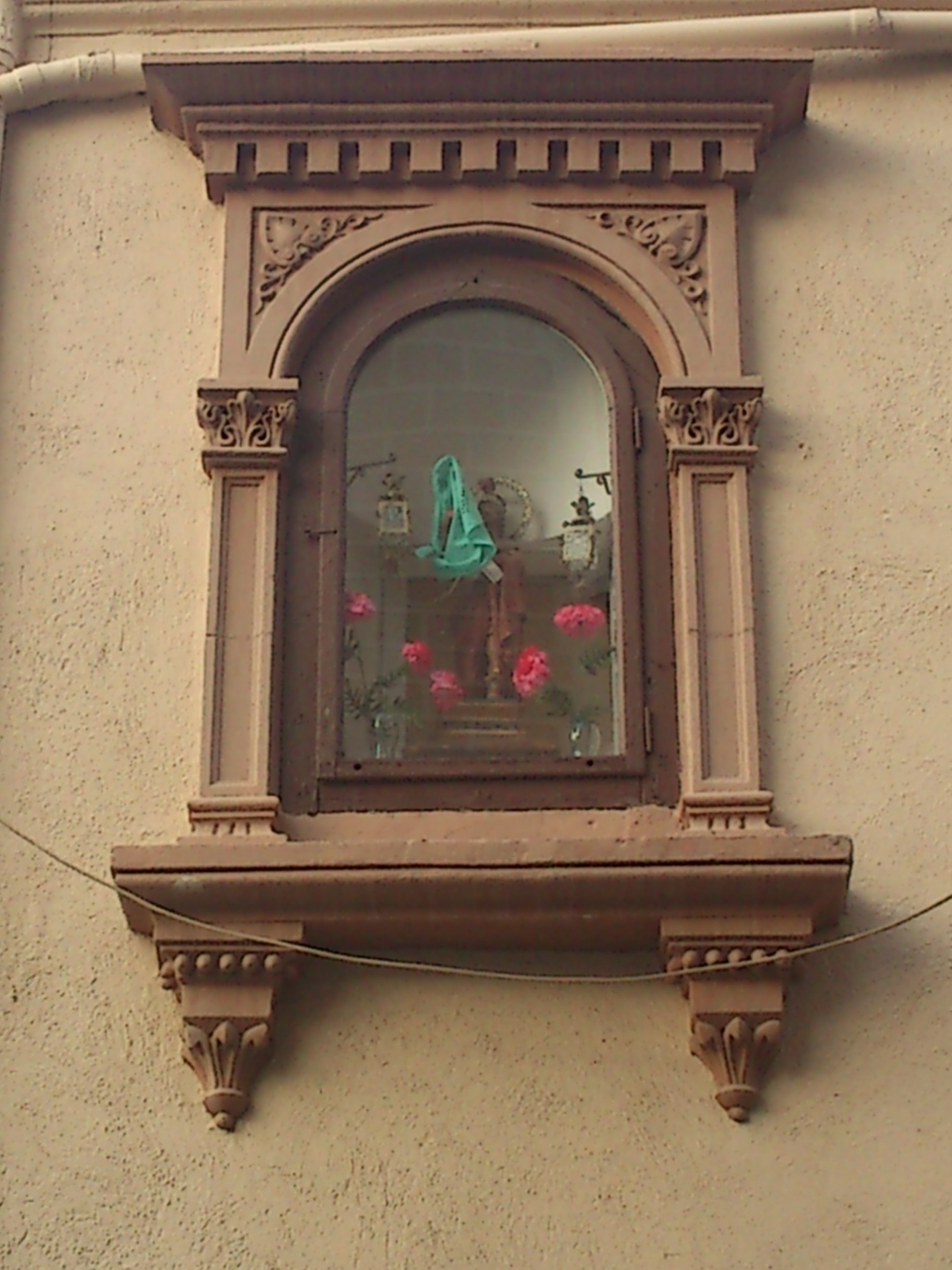
Capelleta de Sant Anastasi al carrer.

Abans considerat una prolongació del carrer de la Costa, la seva història es remunta a la primera meitat del segle xix. Sobre els precedents, Josep Maria Cuyàs i Tolosa esmenta que en aquest indret, entre el carrer de la Costa i el final d'aquest carrer hi havia l'anomenat pou de Sant Pere des de temps immemorials. Tanmateix es troben notícies de cases instal·lades en aquest carrer, aleshores anomenat del Pinzell, a partir de 1827. Segons la tradició popular, el nom de Pinzell venia perquè tots els borratxos detinguts eren obligats amb un gros pinzell a emblanquinar un llarg tros de paret que hi havia en aquest carrer. Durant molts anys va ser únic nexe d'unió, juntament amb el carrer de la Costa, amb el Dalt de la Vila, i era un dels llocs preferits dels badalonins per exhibir-hi els seus millors vestits i joies.
El dia 5 de març de 1884 l'Ajuntament va canviar el nom del carrer a instància dels seus veïns pel de Sant Anastasi, patró de la vila de Badalona, i el 1891 s'hi va construir la capella que encara hi ha a la part alta del carrer. El carrer el formen també hi ha alguns carrerons que formen part del mateix carrer, un d'ells connectat a través de l'anomenat Pont del Carboner, un arc que dona accés a un d'aquests carrerons.

## Punts d'interès
En aquesta via hi ha les seus del Círcol Catòlic, a la cantonada amb el carrer de Francesc Layret, i la Societat Coral La Badalonense.